# Rawdon (Royaume-Uni)
Pour les articles homonymes, voir Rawdon (homonymie).
Rawdon est un village et une paroisse civile du Yorkshire de l'Ouest, en Angleterre.